# بيتر جيفري (طيار)
بيتر جيفري (بالإنجليزية: Peter Jeffrey)‏ هو تاجر أسهم وطيار أسترالي، ولد في 6 يوليو 1913 في تنترفيلد (أستراليا) في أستراليا، وتوفي في 10 أبريل 1997 في Surfers Paradise, Queensland ‏ في أستراليا.